# Краснонивинский сельсовет
Краснонивинский сельсовет — упразднённые административно-территориальная единица и сельское поселение в Шадринском районе Курганской области Российской Федерации.
Административный центр — село Красная Нива.
С 23 декабря 2021 года Законом Курганской области от 10.12.2021 № 140 муниципальный район был преобразован в муниципальный округ, в административном районе упразднён сельсовет.

## История
Статус и границы сельского поселения установлены Законом Курганской области от 4 ноября 2004 года № 742 «Об установлении границ муниципального образования Краснонивинского сельсовета, входящего в состав муниципального образования Шадринского района».

## Население
| 1989  | 2002  | 2004  | 2010  | 2012  | 2013  | 2014  |
| ----- | ----- | ----- | ----- | ----- | ----- | ----- |
| 1849  | ↗1998 | ↘1961 | ↘1810 | ↗1848 | ↘1812 | ↗1829 |
| 2015  | 2016  | 2017  | 2018  | 2019  | 2020  |       |
| ↘1818 | ↘1802 | ↗1810 | ↗1818 | ↘1786 | ↗1843 |       |

## Состав сельского поселения
| № | Населённый пункт | Тип населённого пункта       | Население |
| - | ---------------- | ---------------------------- | --------- |
| 1 | Красная Нива     | село, административный центр | ↘1426     |
| 2 | Макарово         | деревня                      | ↘339      |
| 3 | Одина            | деревня                      | ↗38       |
| 4 | Симакова         | деревня                      | ↘7        |